# Lev Iaruțki
Lev Iaruțki (în rusă Лев Яруцкий; n. 16 noiembrie 1931, Basarabia, România – d. 13 noiembrie 2002, Mariupol, Donețk, Ucraina) a fost un evreu basarabean, etnograf, corespondent și profesor sovietic și ucrainean. A fost „Cetățean de onoare” al orașului Mariupol.

## Biografie
S-a născut în colonia evreiască Vertiujeni (acum în raionul Florești, Republica Moldova) din județul Soroca, Basarabia, (România interbelică), în familia unui croitor. Din 1941 până în 1945 a fost evacuat în Samarkand (Uzbekistan). În 1954 a absolvit Facultatea de Istorie și Filologie a Universității din Chișinău. Ca student, a început să publice în ziarele republicane Советская Молдавия („Moldova sovietică”), Молдова сочиалистэ (actuala Moldova Suverană), Тинеримя Молдовей („Tinerimea Moldovei”).  
Începând cu 1959 a locuit la Mariupol, RSS Ucraineană. A predat și a fost implicat în activități despre istoria regiunii Donbass. Primul articol de istorie locală: „Pușkin în regiunea Azov” a fost publicat în 1962. A scris peste o duzină de cărți. A fost publicat în colecții, inclusiv în „Cartea Donbassului”. A luat parte la crearea Enciclopediei Evreilor Ruși (Moscova). A fost autorul unor articole despre Felix Krivin, Leonid Lihodeev, Boris Sluțki, Iakov Gugel, Lev Zinkovski, etc.
A fost laureat al Premiului literar regional Donețk în 1992, distins cu premiul „Scitul de aur” pentru cartea „Arhip Kuindji”.
La 20 iunie 1989, a primit titlul de „Cetățean de onoare” al orașului Mariupol („pentru marea sa activitate în promovarea istoriei Mariupolului, pentru contribuția sa la educația tinerilor”).